# Vlčnov
Vlčnov település Csehországban, a Uherské Hradiště-i járásban. Vlčnov Slavkov, Veletiny, Podolí, Nivnice, Uherský Brod, Dolní Němčí, Drslavice és Hluk településekkel határos. Lakosainak száma 2969 fő (2024. január 1.).

## Népesség
A település lakosságának változását az alábbi diagram mutatja:
| Lakosok száma | 1405 | 2188 | 2529 | 3473 | 3276 | 2961 | 3010 | 3012 | 2810 | 2969 |
|               | 1869 | 1900 | 1921 | 1961 | 1980 | 2011 | 2016 | 2019 | 2021 | 2024 |